# La reliquia (film)
La reliquia è un cortometraggio del 2020 diretto da Paolo Martini. È stato presentato in anteprima al Fantafestival di Roma.

## Trama
A Roccalunga, in provincia di Napoli, i cittadini sono assoggettati al culto della reliquia di tal Pasquale Capuano, un bambino deceduto in circostanze misteriose. Le autorità del paese gestiscono, tramite antiche pratiche rituali, lo spirito maligno del bambino "possedendo" così i paesani per assicurare lo status quo locale. La situazione precipita però quando Mimmo e Anna decidono di andare contro la comune pratica demoniaca, liberando il piccolo che la donna ha in grembo tramite un esorcismo del mago locale, il Maciaro.

## Produzione
Nonostante sia ambientato in Campania, nella cittadina fittizia di Roccalunga, il film è stato girato prevalentemente a Pietrasanta, in Toscana, con alcune location a Stazzema. Prodotto da Malandrino Film, LaLuz Films, Paola Raffo Arte Contemporanea.

## Stile
Lo stile cupo riprende alcune tradizioni che il filosofo e antropologo Ernesto De Martino ha studiato e documentato nel suo saggio Sud e magia. Le musiche lunari e notturne di Egisto Macchi contribuiscono a creare una lugubre atmosfera folk.

## Distribuzione
Il film è stato mostrato in anteprima venerdì 13 novembre 2020 in occasione del Fantafestival di Roma, presentato allo Shortfilmwire del Festival international du court métrage de Clermont-Ferrand e selezionato alla X edizione dell'Asti Film Festival. Nel 2021 è stato candidato al Globo d'oro come miglior cortometraggio, ma non è rientrato nella terna dei finalisti. Sempre nello stesso anno è stato in concorso al 66° Premio David di Donatello

## Critica
Su Nocturno Matteo Vergani assegna al film un punteggio di quattro stelle su cinque scrivendo: «Uno scenario da incubo che il talentoso Paolo Martini riesce mirabilmente a fotografare nel livido e suggestivo bianco e nero» inoltre «l’ottima sceneggiatura scritta a quattro mani da Giuseppe Calandriello e Paolo Martini gioca continuamente, confezionando un racconto cinico e brumoso in cui tutto viene per lo più suggerito e mai pienamente dichiarato» e «La reliquia rappresenta un distillato di orrore privo dei soliti ritriti ingredienti sensazionalistici tanto in voga nei prodotti di genere a largo richiamo». Il critico Roberto Silvestri nell'introduzione al Fantafestival lo definisce «un film d'azione dark che utilizza gli stilemi dell'horror per rovesciarli» e «un puzzle molto interessante e innovativo». Frank Moran di Horror Galore ne loda l'atmosfera cupa, il cast e la regia, mentre su FaccioCinema Alessandro Bertozzi scrive «La regia di Paolo Martini ci allontana dal convenzionale e dal ripetitivo da cui spesso veniamo sommersi e con genialità cattura la nostra attenzione».